# Дачное (Черняховский район)
Дачное (до 1946 — Альт-Лаппёнен (нем. Alt Lappönen)) — посёлок в Черняховском муниципальном округе Калининградской области.

## География
Находится в центральной части Калининградской области, в зоне хвойно-широколиственных лесов, к востоку от автодороги 27А-009, на расстоянии примерно 15 километров (по прямой) к северу от города Черняховска, административного центра района. Абсолютная высота — 41 метр над уровнем моря.

### Климат
Климат характеризуется как переходный от морского к умеренно континентальному. Среднегодовая температура воздуха — 8,3 °C. Средняя температура воздуха самого холодного месяца (января) — −0,9 °C (абсолютный минимум — −35 °C); самого тёплого месяца (июля) — 18,5 °C (абсолютный максимум — 37 °C). Период температуры воздуха выше 0 °C составляет 274 дня. Длительность вегетационного периода — 180—200 дней. Годовое количество атмосферных осадков — 850—900 мм, из которых большая часть выпадает в тёплый период.

### Часовой пояс
Посёлок Дачное как и вся Калининградская область, находится в часовой зоне МСК−1. Смещение применяемого времени относительно UTC составляет +2:00.

## История
Поселение относится к исторической области Надровия. В составе Германии (Восточная Пруссия) до 1945 года. По итогам Второй мировой войны населенный пункт вошёл в состав СССР. До 1947 года населённый пункт носил название Альт-Ляппёнен. Ныне в составе России как правопреемницы СССР. В период с 2008 по 2016 годы Дачное входило в состав Калужского сельского поселения Черняховского района, с 2016 по 2022 годы — в состав Черняховского городского округа.

## Население
| 1910 | 2002 | 2010 |
| ---- | ---- | ---- |
| 147  | ↘124 | ↘95  |

### Национальный состав
Согласно результатам переписи 2002 года, в национальной структуре населения русские составляли 74 %.